# Embalse de Atatürk

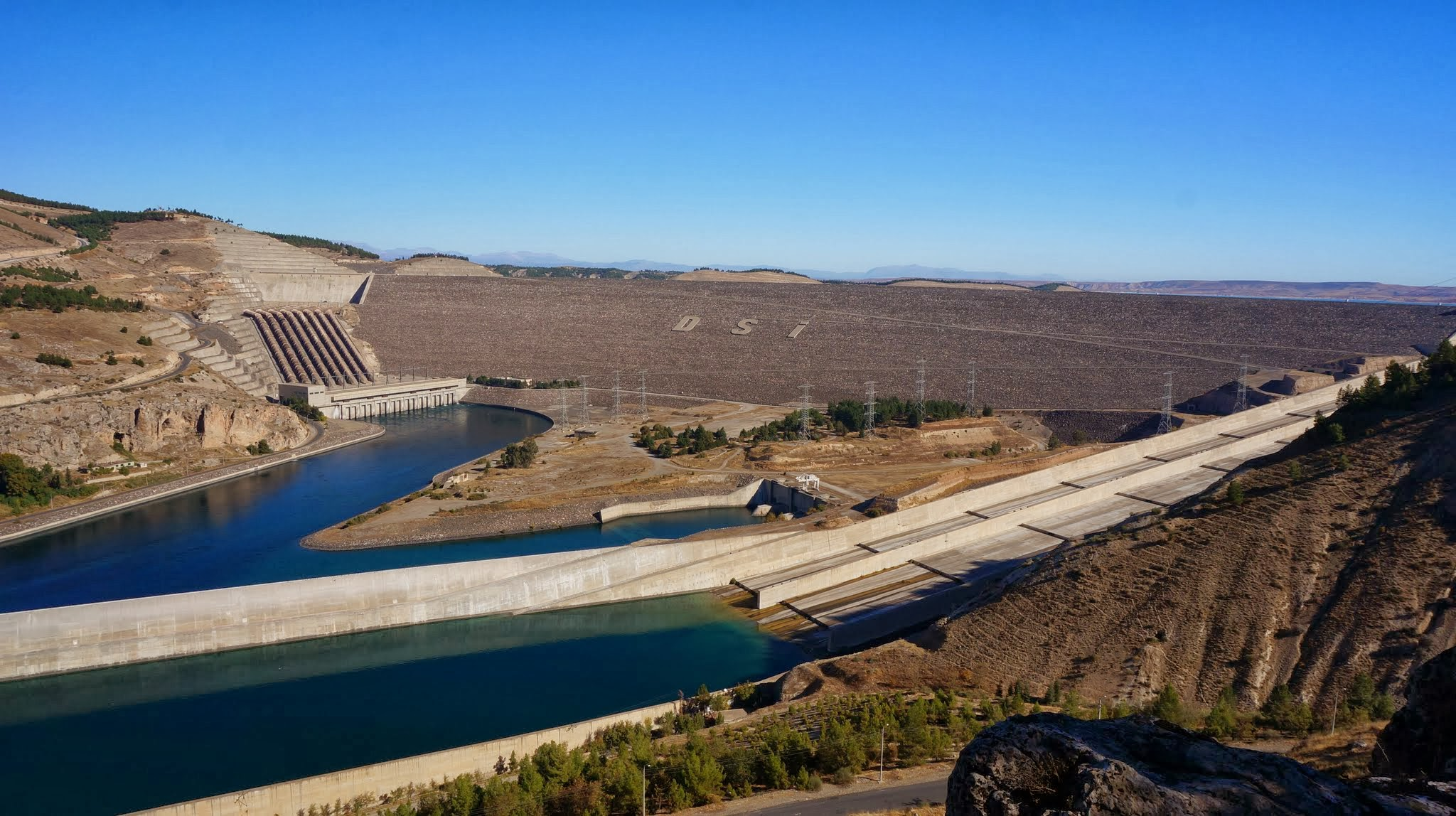
Presa de Atatürk

El embalse de Atatürk (turco, Atatürk Barajı), originalmente el embalse Karababa, es un embalse relleno de roca con un núcleo central en el río Éufrates en la frontera de la provincia de Adıyaman y la de Şanlıurfa en la Anatolia Suroriental de Turquía. Construida tanto para generar electricidad como para irrigar las llanuras de la región, más tarde fue renombrado por Mustafa Kemal Atatürk (1881–1938), el fundador de la República Turca, para honrarlo a esta gran escala. La construcción comenzó en 1983 y fue acabada en 1990. El embalse y la central hidroeléctrica (HEPP), que se puso en servicio después de llenar el embalse fue logrado en 1992, son operados por Obras Hidráulicas Estatales (DSİ). El pantano creado detrás de la presa, llamada lago de la presa de Atatürk (en turco, Atatürk Baraj Gölü), es el tercero en tamaño de Turquía.
La presa está situada a 24 km al noroeste de la ciudad de Bozova de la provincia de Şanlıurfa en la carretera estatal 875 a Adıyaman. La pieza central de las 22 presas del Éufrates y el Tigris, que con todas forman el integrado, multisectorial proyecto de desarrollo regional de Proyecto de Anatolia suroriental, conocido como GAP, es una de las presas más grandes del mundo. La presa de Atatürk, una de las cinco operativas en el Éufrates en el año 2008, se ve precedida por los embalses de Keban y Karakaya corriente arriba y seguida por los de Birecik y Karkamış corriente abajo. Se están construyendo en el río otras dos presas.